# Paul Lange (Politiker)
Paul Lange (* 5. Januar 1880 in Plagwitz (Leipzig); † 14. Juni 1951 in Leipzig) war ein deutscher Gewerkschafter, Publizist und Politiker.

## Lebenslauf

### Bis zum Ersten Weltkrieg
Paul Lange kam in seinem sozialdemokratisch ausgerichteten Elternhaus bereits früh mit der Sozialdemokratie in Kontakt. Sein Vater war Buchbinder. Nach dem Abschluss der Volksschule wurde er zunächst Schreiber bei einem Rechtsanwalt. Es folgten dann häufige Stellungswechsel, unter anderem war er 1897/1898 als Gehilfe im Leipziger Verlag des „Zentralblattes für das deutsche Gastwirtsgewerbe“ tätig. 1896 war er der „Freien Vereinigung der Kaufleute“ beigetreten, die durch Richard Lipinski Anschluss an die Arbeiterbewegung suchte. 1897 war er ein Delegierter der Freien Kaufleute, der an der „Freien Konferenz der auf dem Boden der deutschen Gewerkschaften stehenden Handlungsgehilfen“, bei dem der „Centralverband der Handlungsgehülfen und -Gehülfinnen“ beschlossen wurde. Dieser Verband suchte Anschluss an die Generalkommission der Gewerkschaften Deutschlands. 1898 trat Lange der SPD bei. 
1903 wurde er freier Mitarbeiter der Redaktion der Leipziger Volkszeitung und wurde zum 2. Januar 1904 als Lokalberichterstatter dort fest angestellt. Im Juli 1904 übernahm er als Verantwortlicher die Redaktion. In der Folge eines am 6. September 1904 veröffentlichten Artikels über die Zusammenarbeit deutscher Postorgane mit zaristischen russischen Gruppen wurde er durch das Landgericht Leipzig zu einer neunmonatigen Haftstrafe verurteilt, die er am 16. Oktober 1905 auf Schloss Hoheneck im Erzgebirge antrat. Im September 1906 wurde ihm die Redaktion des Verbandsorganes des „Centralverbandes der Handlungsgehülfen und -Gehülfinnen Deutschlands“ dem Correspondenzblatt der Generalkommission der Gewerkschaften angetragen. Er siedelte daraufhin nach Hamburg um. Ab dem 1. Oktober 1907 war er nicht nur als Redakteur, sondern auch als Sozialpolitiker und Verfasser und Herausgeber zahlreicher Agitationsschriften tätig. Auf Vortragsreisen warb er für die wirtschaftlichen und sozialpolitischen Forderungen der freigewerkschaftlichen Angestellten. Daneben war er am theoretischen Organ der Sozialdemokratie Die Neue Zeit beteiligt.
Er wurde Delegierter auf der 2. internationalen Konferenz der Handlungsgehilfen-Organisationen, die am 21. August 1907 in Stuttgart am Rande des Internationalen Sozialistenkongresses tagte. Am 2. April 1908 wurde Paul Lange als Delegierter in das Hamburger Gewerkschaftskartell entsandt und am 1. April 1909 wiedergewählt. Auf der 6. Generalversammlung vom 8. und 9. Juni 1909 in München wurde er als Redakteur in den Vorstand der Gewerkschaft gewählt und 1910 wiedergewählt. Nach dem Rücktritt des bisherigen Vorsitzenden des Zentralverbandes Max Josephsohn übernahm Paul Lange bis zur Generalversammlung 1912 die Funktionen des Vorsitzenden. In dieser Zeit führte er erfolgreich Verhandlungen über eine Fusion mit dem „Verband der Lagerhalter“. Er strebte gleichzeitig die Verlegung des Verbandssitzes von Hamburg nach Berlin an. Auf der Generalversammlung im Mai 1912 wurde eine entsprechende Satzungsänderung knapp gebilligt und Lange als Redakteur in den Vorstand wiedergewählt.

### Erster Weltkrieg und Weimarer Republik
Nach Ausbruch des Ersten Weltkrieges schloss sich Paul Lange der innerparteilichen Antikriegsopposition an und baute 1915 den Zentralverband zur Hochburg der innergewerkschaftlichen Opposition gegen die Politik der Generalkommission aus. Er arbeitete mit Rosa Luxemburg und Franz Mehring bei der Herausgabe der ersten Ausgabe der Zeitschrift Die Internationale zusammen. Im Dezember 1915 wurde er einberufen. Nach einer Verletzung nahm er 1917 seine gewerkschaftliche Betätigung wieder auf. Er schloss sich später der USPD und dem Spartakusbund an. Er wurde bei der Gründung des Spartakusbundes am 11. November 1918 als Mitglied der Zentrale gewählt. auf dem Gründungsparteitag der KPD wurde Paul Lange dann ebenfalls als Mitglied in die Zentrale gewählt. Auf den Parteitagen im Oktober 1919, Februar 1920 und im April 1920 wurde er nur als stellvertretendes Mitglied der Zentrale gewählt. 1920 trat er für die KPD vergeblich zur Wahl als Abgeordneter in den Reichstag an. Er war als Mitarbeiter für die Rote Fahne und die Kommunistische Rätekorrespondenz tätig. 
In seiner Gewerkschaft kam es 1919 zu schweren Auseinandersetzungen, vor allem mit Karl Giebel, um Paul Lange. Er wurde im Rahmen eines Kompromisses auf dem 10. Verbandstag vom 17. bis 21. Juni 1919 zwar zum Redakteur, aber nicht mehr in den inneren Vorstand gewählt. Weiter unter Druck geriet er durch die Grundsatzbeschlüsse der II. Kommunistischen Internationalen vom 23. Juli bis 7. August 1920 zum Umgang mit Gewerkschaften. Schließlich wurde unter der Mitwirkung Langes ein Unvereinbarkeitsbeschluss verabschiedet, der besoldeten Verbandsangestellten die Mitgliedschaft in Kommunistischen Parteien untersagte, Lange selbst trat im November 1920 aus der KPD aus und bei der USPD wieder ein (1922 trat er dann mit Auflösung der Rest-USPD wieder der SPD bei), wodurch der KPD ihr zu diesem Zeitpunkt prominentestes Gewerkschaftsmitglied verloren ging. Nach seinem Austritt aus der KPD wurde er in den Vorstand des nunmehrigen „Zentralverbandes der Angestellten“ kooptiert und auf den Verbandstagen von 1921, 1924 und 1927 zum Redakteur und stimmberechtigten Mitglied des Vorstandes wiedergewählt. Lange ging nun dazu über, die kommunistische Gewerkschaftspolitik anzugreifen. Auf der Generalversammlung seiner Gewerkschaft vom 18. bis 20. Mai 1930 in Stuttgart verabschiedete er sich als dienstältestes Mitglied des „Zentralverbandes der Angestellten“. 
1933 wurde er aus seinen verbliebenen Ämtern vor allem als Redakteur entlassen und kehrte 1938 nach Leipzig zurück und widmete sich literarisch-historischen Studien in der Stadtbibliothek von Leipzig.

### Nach dem Zweiten Weltkrieg
Bereits am 1. Juli 1945 trat Paul Lange der KPD (ab 1946 nach der Zwangsvereinigung von SPD und KPD Mitglied der SED) wieder bei. Ab dem 10. Oktober 1945 war er Mitglied der Redaktion der Leipziger Volkszeitung und ab dem 19. Mai 1946 stellvertretender Chefredakteur dieser Zeitung. Er verteidigte in dieser Position die Lenisierung der SED und griff die westdeutsche Sozialdemokratie an und trug zur Entwicklung der SED zur sogenannten „Partei neuen Typus“ bei.

## Bibliographie
- Handlungsgehilfen-Bewegung und Sozialpolitik, Hamburg 1908,
- Der Weg zur Verbesserung der wirtschaftlichen Lage der Handlungsgehilfen, Hamburg 1909,
- Das Recht der Handlungsgehilfen, Hamburg 1909,
- Zur Kritik der Handlungsgehilfen-Bewegung und ihrer Literatur, Hamburg 1909,
- Die Tarifverträge des Zentralverbandes der Handlungsgehilfen, Berlin 1912
- Die Stellenvermittlung für Handlungsgehilfen, Berlin 1913
- Die Konkurrenzklausel, Berlin 1913,
- Die Sonntagsruhe in Kontoren und Läden, Berlin 1913
- Lohnarbeit und Kapital während des Krieges, Leipzig 1917
- Neuorientierung der Gewerkschaften, Leipzig 1917